# Vesterhavsstien
Vesterhavsstien (Deens voor "Westzeepad") is een gemarkeerd langeafstandswandelpad in Denemarken in Jutland. De bewegwijzerde route is 160 kilometer lang. De route van loopt van Thyborøn naar Vejers via Thorsminde en Hvide Sande.